# Governo Attal
Il governo Attal è stato il quarantaquattresimo governo della Quinta Repubblica francese, in carica, per 8 mesi e 27 giorni, dal 9 gennaio 2024 al 5 settembre 2024 (sebbene dimissionario dal 16 luglio), sotto la presidenza di Emmanuel Macron. Si è insediato in seguito alle dimissioni di Élisabeth Borne da Primo Ministro.
I ministri hanno prestato giuramento l’11 gennaio 2024.
Si è trattato del governo con il numero di ministri più basso, al momento del giuramento, della storia della Quinta Repubblica francese, essendo questi solo 15 (compreso il Primo ministro), di cui 3 delegati.

## Composizione
Renaissance (RE)
     Movimento Democratico (MoDem)
     Horizons (HOR)
     Partito Radicale (PR)
     Divers gauche (DVG)
     Divers droite (DVD)
     Indipendenti (IND)

### Ministri
| Funzione                                                                          | Titolare | Titolare | Titolare                                        | Partito |
| --------------------------------------------------------------------------------- | -------- | -------- | ----------------------------------------------- | ------- |
| Primo ministro                                                                    |          |          | Gabriel Attal                                   | RE      |
| Ministri                                                                          |          |          |                                                 |         |
| Economia, Finanze e Sovranità industriale e digitale                              |          |          | Bruno Le Maire                                  | RE      |
| Interno e Oltremare                                                               |          |          | Gérald Darmanin                                 | RE      |
| Europa e Affari esteri                                                            |          |          | Stéphane Séjourné                               | RE      |
| Giustizia e Guardasigilli                                                         |          |          | Éric Dupond-Moretti                             | DVG     |
| Forze armate                                                                      |          |          | Sébastien Lecornu                               | RE      |
| Lavoro, Salute e Solidarietà                                                      |          |          | Catherine Vautrin                               | HOR     |
| Agricoltura e Sovranità alimentare                                                |          |          | Marc Fesneau                                    | MoDem   |
| Transizione ecologica e Coesione dei territori                                    |          |          | Christophe Béchu                                | HOR     |
| Educazione nazionale e Gioventù Sport e Giochi olimpici e paralimpici (soppresso) |          |          | Amélie Oudéa-Castéra (fino all’8 febbraio 2024) | RE      |
| Educazione nazionale e Gioventù (istituito)                                       |          |          | Nicole Belloubet (dall’8 febbraio 2024)         | DVG     |
| Insegnamento superiore e Ricerca                                                  |          |          | Sylvie Retailleau                               | IND     |
| Cultura                                                                           |          |          | Rachida Dati                                    | DVD     |
| Sport e Giochi olimpici e paralimpici (istituito)                                 |          |          | Amélie Oudéa-Castéra (dall’8 febbraio 2024)     | RE      |

### Ministri delegati
| Funzione                                                          | Ministri di tutela                                   | Titolare | Titolare | Titolare               | Partito |
| ----------------------------------------------------------------- | ---------------------------------------------------- | -------- | -------- | ---------------------- | ------- |
| Rinnovamento democratico Portavoce del Governo                    | Primo ministro                                       |          |          | Prisca Thevenot        | RE      |
| Rapporti con il Parlamento                                        | Primo ministro                                       |          |          | Marie Lebec            | RE      |
| Uguaglianza tra Donne e Uomini Lotta alla Discriminazione         | Primo ministro                                       |          |          | Aurore Bergé           | RE      |
| Industria ed Energia                                              | Economia, Finanze e Sovranità industriale e digitale |          |          | Roland Lescure         | RE      |
| Imprese, Turismo e Consumo                                        | Economia, Finanze e Sovranità industriale e digitale |          |          | Olivia Grégoire        | RE      |
| Conti pubblici                                                    | Economia, Finanze e Sovranità industriale e digitale |          |          | Thomas Cazenave        | RE      |
| Collettività territoriali e Ruralità                              | Interno ed Oltremare                                 |          |          | Dominique Faure        | PR      |
| Collettività territoriali e Ruralità                              | Transizione ecologica e Coesione dei territori       |          |          | Dominique Faure        | PR      |
| Oltremare                                                         | Interno ed Oltremare                                 |          |          | Marie Guévenoux        | RE      |
| Infanzia, Gioventù e Famiglia                                     | Lavoro, Salute e Solidarietà                         |          |          | Sarah El Haïry         | MoDem   |
| Infanzia, Gioventù e Famiglia                                     | Educazione nazionale e Gioventù                      |          |          | Sarah El Haïry         | MoDem   |
| Infanzia, Gioventù e Famiglia                                     | Giustizia e Guardasigilli                            |          |          | Sarah El Haïry         | MoDem   |
| Anzianità e Disabilità                                            | Lavoro, Salute e Solidarietà                         |          |          | Fadila Khattabi        | RE      |
| Sanità e Prevenzione                                              | Lavoro, Salute e Solidarietà                         |          |          | Frédéric Valletoux     | HOR     |
| Ministra senza portafoglio                                        | Agricoltura e Sovranità alimentare                   |          |          | Agnès Pannier-Runacher | RE      |
| Commercio estero, Attrattività, Francofonia e Francesi all'estero | Europa e Affari esteri                               |          |          | Franck Riester         | RE      |
| Affari europei                                                    | Europa e Affari esteri                               |          |          | Jean-Noël Barrot       | MoDem   |
| Trasporti                                                         | Transizione ecologica e Coesione dei territori       |          |          | Patrice Vergriete      | DVG     |
| Alloggi                                                           | Transizione ecologica e Coesione dei territori       |          |          | Guillaume Kasbarian    | RE      |

#### Segretari di Stato
| Funzione                               | Ministri di tutela                                   | Titolare | Titolare | Titolare                 | Partito |
| -------------------------------------- | ---------------------------------------------------- | -------- | -------- | ------------------------ | ------- |
| Digitale                               | Economia, Finanze e Sovranità industriale e digitale |          |          | Marina Ferrari           | MoDem   |
| Città e Cittadinanza                   | Interno ed Oltremare                                 |          |          | Sabrina Agresti-Roubache | RE      |
| Città e Cittadinanza                   | Transizione ecologica e Coesione dei territori       |          |          | Sabrina Agresti-Roubache | RE      |
| Veterani e Rimembranza                 | Difesa                                               |          |          | Patricia Mirallès        | RE      |
| Sviluppo e Partenariati internazionali | Europa e Affari esteri                               |          |          | Chrysoula Zacharopoulou  | RE      |
| Mare e Biodiversità                    | Transizione ecologica e Coesione dei territori       |          |          | Hervé Berville           | RE      |

## Situazione parlamentare
A differenza del precedente, poiché la Costituzione della Francia non la dispone come obbligatoria per l’esecutivo, questo governo non si è sottoposto ad una esplicita mozione di fiducia e, per questo motivo, il grafico seguente è frutto di dichiarazioni ufficiali dei partiti e delle loro posizioni durante le questioni di fiducia o le mozioni di sfiducia.
| Camera              | Collocazione     | Partiti                                                                                               | Seggi     |
| ------------------- | ---------------- | --- | --------- |
| Assemblea Nazionale | Governo          | ENS (249): RE (170), MoDem (51), HOR (28)                                                             | 249 / 577 |
| Assemblea Nazionale | Appoggio esterno | LR (42)                                                                                               | 42 / 577  |
| Assemblea Nazionale | Opposizione      | NUPES (151): LFI (75), SOC (31), ECO (23), GDR (22) Altri (130): RN (88), LR (19), LIOT (22), N-I (6) | 286 / 577 |

### Esplicative
1. ↑  La data si riferisce alla nomina del Primo ministro Attal; l'entrata in carica degli altri membri è avvenuta l’11 gennaio.
2. ↑  La data indica l'entrata in carica del nuovo governo; fino a tale data i poteri sono nelle mani dei ministri dimissionari.
3. ↑  Viene riportata la situazione parlamentare solo di questa camera (e non anche del Senato) poiché solo quest'ultima ha il potere di controllare il rapporto di fiducia con l'esecutivo.
4. ↑  Solo saltuariamente e per fini politici molto spesso concordati.
5. ↑  Comprende anche G.s e Gé.

### Bibliografiche
1. ↑   Gabriel Attal è il nuovo primo ministro francese, e il più giovane di sempre, Il Post, 9 gennaio 2024.
2. ↑   Emmanuel Macron sceglie Gabriel Attal: il nuovo Primo ministro della Francia ha 34 anni, Rai News, 9 gennaio 2024.
3. ↑   Nasce il governo Attal, il partner Séjourné agli Esteri, ANSA, 11 gennaio 2024.
4. ↑   Il nuovo governo sempre più a destra di Emmanuel Macron, Il Post, 12 gennaio 2024.
5. ↑   Après le remaniement, le gouvernement de Gabriel Attal « au travail » [Dopo il rimpasto il Governo attal è "al lavoro"], su publicsenat.fr.
6. ↑  Di area TdP.